# R Большого Пса
R Большого Пса (лат. R Canis Majoris) — затменная взаимодействующая двойная звезда в созвездии Большого Пса. Видимая звёздная величина меняется от 5,7 до 6,34. Система необычна тем, что отношение масс компонентов мало и орбитальный период также мал.

## Моменты наступления затмений
Моменты наступления затмений у звезды R Большого Пса исследовались с 1887 года; в настоящее время период между затмениями считается почти постоянным и равным 1,1359 суток, периодические квазисинусоидальные изменения времени начала затмения происходят с периодом 93 года. Существует предположение о том, что в системе присутствует третий компонент, не создающий затмений, гравитационное влияние которого создаёт указанные выше вариации.

## Взаимодействующая двойная звезда
R Большого Пса считается взаимодействующей двойной системой. Второй компонент превзошёл по величине свою полость Роша и часть его вещества перетекает на главный компонент. Это приводит к более раннему переходу вторичного компонента на ветвь субгигантов и увеличивает содержание богатого гелием вещества на главном компоненте, в результате чего он обладает большей эффективной температурой, чем должно быть для звезды данной массы.
Повторный анализ системы с использованием спектроскопии высокого разрешения дал оценки масс компонентов 1,67 ± 0,08 и 0,22 ± 0,07 массы Солнца и оценки радиусов 1,78 ± 0,03 и 1,22 ± 0,07 радиуса Солнца. Температуры поверхности равны 7300 и 4350 K соответственно. Третий компонент может обладать массой около  80% массы Солнца и радиусом 83% радиуса Солнца; это очень слабая звезда, вероятно, красный карлик.